# Мобильник (фильм)
«Мобильник» (англ. Cell) — американский остросюжетный фильм ужасов 2016 года режиссёра Тода Уильямса по мотивам одноимённого романа Стивена Кинга. В главных ролях — Джон Кьюсак и Сэмюэл Л. Джексон. Премьера фильма в США состоялась 8 июля 2016 года, в странах СНГ — 7 июля 2016 года.

## Сюжет
Художник-график Клейтон "Клей" Ридделл находится в аэропорту Бостона и пытается дозвониться до своей жены Шерон и сына Джонни. Неожиданно обычные люди начинают совершать массовые убийства. Начался апокалипсис со звонка сотового телефона. Спасшись от одержимых людей в метро, Клейтон и встреченный им машинист метропоезда Том, пожилой афроамериканец, решают выбраться на поверхность и переждать в доме у Клейтона. Добравшись до дома Клейтона через разрушенный город, герои находят там девушку Элис Максвелл. Клейтон беспокоится за свою жену и сына, и решает отправиться на их поиски. Том и Элис отправляются за ними.
По дороге они натыкаются на толпу одержимых, спящих на стадионе колледжа. В колледже осталось двое нормальных людей: ректор Ардай и ученик Джордан. Ардай сообщает, что по его наблюдениям одержимые спят ночью очень крепко, разбудить их невозможно. Решив воспользоваться этим, Клайтон и Том пригоняют бензовоз и, облив спящих одержимых горючим, сжигают их. При этом случайно погибает Ардай. Позже, во время дневной ночёвки в кафе герои видят сон, где появляется странный человек с изуродованным лицом в красной толстовке. Клейтон видит его, занимающимся оральным сексом с его женой, а Тому снится, как незнакомец толкает его под его поезд в метро. Не теряя ни минуты герои продолжают свой путь.
Идя дальше, Клейтон, Элис, Том и Джордан натыкаются на придорожный бар, где укрылись несколько человек. От них герои узнают о месте под названием Кашвак, где не работает сотовая связь. Ночью в бар проникают одержимые («мобилоиды»), в результате погибают все его обитатели и Элис. Клейтон и Том вырываются и вскоре в лесу встречают ещё двух выживших, Рея и Дениз. Рей последнее время избегает сна, так как боится уродливого человека в красном. Он сообщает Клейтону, что его фургон заминирован и даёт ему сотовый телефон, после чего совершает самоподрыв. Клейтон, Том, Джордан и Дениз едут дальше.
Вскоре они находят дом, где, возможно, прячутся жена и сын Клейтона. Там жена Клейтона Шерон, будучи одержимой, нападает на него, и Клайтон вынужден её убить.
После этого Том, Джордан и Дениз идут другой дорогой, а Клейтон на фургоне Рея отправляется искать сына. Вскоре он находит поляну, где стоит большая вышка связи. Вокруг неё кругом ходит большая толпа одержимых, а у самой вышки Клейтона ждёт уродливый человек в красной толстовке («Президент»). Клайтон сбивает «Президента», после чего выстреливает в него весь боезапас дробовика. Вскоре после этого он слышит голос своего сына, и найдя его, обнимает. Однако сын так же оказывается поражён импульсом, и Клайтон, воспользовавшись мобильником-детонатором, взрывает фургон вместе с собой и радиовышкой. Следующим кадром показано, как Клейтон со своим сыном идут по железнодорожному пути в лесу, ориентируясь по отметкам, оставленных Томом и Дениз, и рассуждают о том, какая новая жизнь их ждёт в Канаде. Однако всё это лишь иллюзия; после этого показана толпа поражённых импульсом, которые все так же ходят кругами у радиовышки. Фургон со взрывчаткой не взорван, а Клейтон бродит среди поражённых, также зомбированный импульсом.

## В ролях
| Актёр               | Роль                           |
| ------------------- | ------------------------------ |
| Джон Кьюсак         | Клейтон "Клей" Ридделл         |
| Сэмюэл Л. Джексон   | Томас Маккорт                  |
| Изабель Фурман      | Элис Максвелл                  |
| Оуэн Тиг            | Джордан                        |
| Стейси Кич          | Чарльз Ардей                   |
| Эрин Элизабет Барнс | Дениз Линк                     |
| Энтони Рейнольдс    | Рэй Уисенга                    |
| Джошуа Микель       | Порватый человек («Президент») |
| Алекс тер Авест     | Хлоя                           |
| Рей Эрнандес        | офицер Риск                    |
| Вилбур Фицджералд   | Джефф                          |
| Итан Эндрю Касто    | Джонни Ридделл                 |

## Создание
8 марта 2006 года сайт Ain’t It Cool News объявил, что Dimension Films купила права на экранизацию книги и назначила Элая Рота в качестве режиссёра.
17 июня 2007 года Элай Рот сообщил в своём блоге в Myspace, что ближайшее время он не будет снимать фильм «Мобильник», так как остаток года собирается заниматься другими проектами. 8 июля 2009 Рот ушёл из проекта.
11 ноября 2009 года Стивен Кинг на раздаче автографов в Дандоке, Мэриленд сообщил, что он закончил сценарий фильма.
31 октября 2012 года было объявлено, что актёр Джон Кьюсак сыграет главную роль — Клайтона Ридделла. 8 февраля 2013 поступала информация, что в качестве режиссёра был нанят Тод Уильямс. 4 ноября 2013 стало известно, что Сэмюэл Л. Джексон подписался на роль Томаса Маккорта. В начале февраля Deadline.com и Variety сообщили, что к актёрскому составу присоединились Изабель Фурман и Стейси Кич.
Съёмки фильма проходили в Атланте.
Премьера должна была состояться 26 февраля 2016 года на кинофестивале в Глазго, но был заменён на фильм «Пандемия». В апреле 2016 года стало известно, что в США фильм выйдет в ограниченный прокат 8 июля 2016 года.
Музыка, играющая ночью из мобильников одержимых, это вокализ в исполнении Эдуарда Хиля, ставший интернет-мемом.

## Отзывы и оценки
Фильм провалился в прокате, собрав немногим более миллиона долларов, и был разгромлен критиками. По данным Metacritic, средняя оценка фильма составила 38 из 100. По данным Rotten Tomatoes, только 11% отзывов были положительными Агрегатор так обобщает мнения критиков: «Неуклюже снятый и лишённый интриги «Мобильник» впустую тратит умелый актёрский состав и некогда актуальный первоисточник Стивена Кинга на вялую переработку штампов о зомби».